# Whose Line Is It Anyway?
Whose Line Is It Anyway? (Também conhecido simplesmente como Whose Line?) é um game-show no qual os convidados tem de fazer improvisações de comédia dirigidas pelo apresentador. Na sua primeira versão e segunda versão americana foi apresentado por Drew Carey na emissoras ABC e ABC Family e foi ar de 05 de agosto de 1998 a 15 de dezembro de 2007. Em 2013, na sua terceira edição, o show foi apresentado por Aisha Tyler e vai ao ar até hoje pelo canal The CW, com o primeiro episódio desta nova era indo ao ar em 16 de julho de 2013, e está presente até hoje na The CW.
O show é um spin-off do show original britânico de mesmo nome e apresenta Ryan Stiles , Colin Mochrie , e Wayne Brady como seus artistas regulares com o quarto assento ocupado por um palestrante convidado. Todos os três regulares apareceu no show original britânico, Stiles e Mochrie foram regulares lá também enquanto Brady era um convidado frequente no show. Alguns famosos também já apareceram na versão da ABC, como Robin Williams e Whoopi Goldberg.

## Formato
O show é composto por um painel de quatro artistas que criam personagens, cenas e canções no local, no estilo de jogos de improvisação de forma curta. Tópicos para os jogos são baseados em sugestões do público, que iria criar um jogo e situação que os artistas improvisava. O caste original Drew Carey concedeu valores de pontos arbitrários depois de cada jogo, muitas vezes citando uma Bem humorado razão para sua decisão. Os pontos eram puramente decorativo e não serviram para nada prático. Ele reitera isso no início de, e várias vezes por toda parte, cada episódio descrevendo Whose Line como "o show, onde tudo é montado e os pontos não importam". O estilo dos jogos foram variados. Alguns destaques de todos os quatro performers, enquanto outros tinham poucos. Entre os jogos, os artistas se sentou em quatro cadeiras em frente à platéia. Os artistas que não estavam envolvidos em um jogo manteve-se em seus assentos. Além disso, o show foi marcado por brincadeiras bem-humorado entre os artistas e host.
Na conclusão de cada episódio, um vencedor ou vários vencedores foram escolhidos arbitrariamente por Carey. O "prêmio" ou era para jogar um jogo com o anfitrião, ou para se sentar enquanto os outros artistas fizeram. Após este jogo durante a primeira temporada da série, os créditos simplesmente rolou sob o tema do show. Na segunda temporada, a leitura dos créditos foi realizada por um ou mais membros do elenco de uma forma cômica, com base em um tema anunciado por Carey, que muitas vezes derivada de uma piada bem sucedido no início do show.
O show da abordagem 'de curto-forma' para improv recebeu críticas de alguns atores de improvisação. No entanto, performer Colin Mochrie afirmou o show nunca foi destinado a ser o "ser-tudo e fim de tudo" de improviso, ele foi concebido para introduzir improv para as massas.

## Historia
Whose Line Is It Anyway? Foi criado por Dan Patterson e Mark Leveson em 1988 como um programa de rádio na BBC Radio 4, no Reino Unido. Esta encarnação início do show é notável como sendo a origem de sua tradição de ter os artistas ler os créditos em um estilo divertido; como se fosse um programa de rádio, era necessário alguém para ler os créditos, e decidiu-se que ele poderia muito bem ser feito como parte do programa, em vez de ser feito por um locutor tradicional BBC Radio. Esta abordagem à leitura créditos foi pioneira pela anterior programa de rádio BBC  I'm Sorry, I'll Read That Again. Na verdade, o título do show em si é uma réplica cômica para outro programa de rádio,  What's My Line, fundiu-se com o título de um teleplay de 1972 (e eventual peça de teatro)  Whose Life Is It Anyway?.
A série de rádio durou seis episódios, após o qual Channel 4 desenvolvidos a franquia para a televisão. A versão de televisão britânica durou um total de 10 temporadas, com 136 episódios, todos os quais foram apresentados por Clive Anderson. Colin Mochrie e Ryan Stiles , que mais tarde iria estrelar a versão dos EUA, tornou-se parte do elenco regularmente nas sétima e oitava temporadas .
A série do Reino Unido foi levado ao conhecimento de Drew Carey , que trabalhou como regular Whose Line?  e Ryan Stiles, uma co-estrela em The Drew Carey Show. Carey ficou convencido que a ABC gostaria do novo show e dos testes feito por ele nos Estados Unidos. O show se transformou em um hit barato (embora menos do que a versão britânica) e ABC manteve Carey sobre como anfitrião. O espectáculo decorreu no ABC por seis temporadas, beneficiando das baixas expectativas de seu horário na noite de quinta, como ABC não era esperado para montar uma séria ameaça para o que era então NBC 's longa data dominância quinta-feira nas avaliações da Nielsen. Enquanto a rede vai estrear regularmente dois novos episódios em uma noite, houve várias ocorrências em que alguns episódios foram ignoradas ou adiadas até uma data posterior devido à veiculação de outros novos shows ou especiais.
O formato da versão americana era muito semelhante ao programa britânica. A principal diferença foi o uso de Carey na fachada do show, afirmando explicitamente no início de cada episódio que "os pontos não importa", e por vezes, enfatizando este ao longo dos episódios. A
Produção da versão americana foi cancelada pela ABC em 2003 por causa da baixa audiência, com episódios já produzidos que foram ao ar na mid-season de 2004. A ABC Family canal a cabo, que reprisava o show dês de 2002, comprou o formato do show e produziu novos episódios de 2005 a 2007, mas o show em seu novo canal também foi cancelado.

### Hiato
Após o cancelamento, Carey passou a criar o de curta duração Drew Carey's Green Screen Show, que estreou em 2004, pela WB . A série foi muito semelhante ao Whose Line?, E contou com muitos do mesmo elenco. 
Drew Carey e vários membros do elenco também começou a turnê na América do Norte, com um show de live-action chamado (de Drew Carey) Improv All-Stars. O show foi um show ao vivo semelhante a Whose Line?, E com muitos dos mesmos jogos, embora também com alguns novos. Os shows ao vivo iniciado em 2003, e desde 2006, só são vistos em algumas ocasiões, principalmente devido a obrigações de televisão atuais de Carey.  Colin Mochrie, Brad Sherwood e Drew Carey se apresentou no festival Just for Laughs, em Montreal como "Improv All- Stars", em 2003 e 2004. O show foi gravado no studio 29 na Paramount Studios .
Em fevereiro de 2013, Ryan Stiles revelou em uma entrevista que ele estaria retornando para Los Angeles em abril para uma nova temporada de Whose Line, apresentado por Aisha Tyler e com o elenco original da versão dos EUA. Foi confirmado que a The CW traria de volta a série de comédia com uma demanda 12 episódios na sua 9º temporada teve o início em 16 de julho de 2013, e está presente ate hoje.

### CW renascimento
Whose Line Is It Anyway? Retornou à televisão, desta vez na The CW , com Colin Mochrie, Ryan Stiles, e Wayne Brady, e Aisha Tyler assumindo o papel da apresentadora. O prazo de verão era composta de doze episódios com meia hora de duração, com os três jogadores veteranos unidas por um jogador de destaque, junto com um convidado especial diferente para cada episódio que iria jogar em alguns dos jogos. Em 29 de julho de 2013 a The CW anunciou que tinha renovado o show para uma 10º temporada de 24 episódios, indo ao ar as sextas-feiras às 8 ET / PT a partir 21 de março de 2014, devido a avaliações contínuas, em 18 de julho de 2014, The CW anunciou que o show vai ser voltar para a 11º temporada (e terceira temporada na The CW) com 24 episódios em 2015, dividindo o horário com Masters of Illusion e Hart of Dixie.

## Elenco

### Principal
- Colin Mochrie - 255 episódios
- Ryan Stiles - 253 episódios
- Wayne Brady - 246 episódios (estrelado as temporadas 2-7, 9; recorrente nas temporadas 1 e 8)
- Drew Carey (apresentador) - 219 episódios (temporadas 1-8)
- Aisha Tyler (apresentadora) - 36 episódios (temporada 9-presente)

### Recorrente
- Greg Proops - 61 episódios
- Brad Sherwood - 58 episódios
- Chip Esten - 39 episódios
- Kathy Greenwood - 33 episódios
- Jeff Davis - 17 episódios
- Denny Siegel - 14 episódios
- Gary Anthony Williams - 7 episódios
- Heather Anne Campbell - 5 episódios
- Keegan-Michael Key - 4 episódios
- Jonathan Mangum - 4 episódios
- Kathy Griffin - 4 episódios
- Karen Maruyama - 3 episódios

### Músico
- Laura Hall - 216 episódios

### Estrelas Convidadas
Temporadas 1 - 6 
- Patrick Bristow - 2 episódios
- Stephen Colbert - 2 episódios
- Whoopi Goldberg - 2 episódios
- Ian Gomez - 2 episódios
- David Hasselhoff - 2 episódios
- Josie Lawrence - 2 episódios
- Jerry Springer - 2 episódios
- Kathy Kinney (Temporada 1, Episódio 6)
- Robin Williams (Temporada 3, Episódio 9)
- Lassie e Sid Caesar (4 ª temporada, episódio 15)
- Hugh Hefner (season 4, episódio 24)
- Florence Henderson (5ª temporada, episódio 4)
- Joanie "Chyna" Laurer (5ª temporada, episódio 8)
- Richard Simmons (5ª temporada, episódio 17)

Temporada 9
- Lauren Cohan (episódio 1)
- Kevin McHale (episódio 2)
- Candice Accola (episódio 3)
- Kyle Richards (episódio 4)
- Mary Killman e Mariya Koroleva (episódio 5)
- Wilson Bethel (episódio 6)
- Lisa Leslie (episódio 7)
- Laila Ali (episódio 9)
- Maggie Q (episódio 10)
- Chloe Butler (episódio 11)
- Shawn Johnson (episódio 12)

Temporada 10
- Kat Graham (episódio 1)
- Tara Lipinski (episódio 2)
- Verne Troyer (episódio 3)
- Darren Criss (episódio 4)
- Michael Weatherly (episódio 5)
- Byambajav Ulambayar (episódio 6)
- Nolan Gould (episódio 7)
- Mircea Monroe (episódio 8)
- Jack Osbourne (episódio 10)
- Rob Gronkowski (episódio 11)
- Robbie Amell (episódio 12)
- Misha Collins (episódio 13)
- Sheryl Underwood (episódio 14)
- Mel B. (episódio 15)
- Kunal Nayyar (episódio 16)
- Padma Lakshmi (episódio 18)
- Matt Barnes (episódio 20)

## Temporadas
| Temporada | Temporada | Episódios         | Exibição original      | Exibição original      | Emissora   |
| Temporada | Temporada | Episódios         | Estreia de temporada   | Final de temporada     | Emissora   |
| --------- | --------- | ----------------- | ---------------------- | ---------------------- | ---------- |
|           | 1         | 20                | 05 de agosto de 1998   | 24 de março de 1999    | ABC        |
|           | 2         | 39                | 16 de setembro de 1999 | 18 de maio de 2000     | ABC        |
|           | 3         | 39 + (1 Especial) | 12 outubro de 2000     | 21 de junho de 2001    | ABC        |
|           | 4         | 31                | 06 de setembro de 2001 | 11 de abril de 2002    | ABC        |
|           | 5         | 34                | 9 de setembro de 2002  | 5 de setembro de 2003  | ABC        |
|           | 6         | 10                | 24 de junho de 2004    | 04 de setembro de 2004 | ABC        |
|           | 7         | 25                | 17 de janeiro de 2005  | 23 de maio de 2005     | ABC Family |
|           | 8         | 21                | 03 de outubro de 2005  | 15 de dezembro de 2007 | ABC Family |
|           | 9         | 12                | 16 julho de 2013       | 24 de setembro de 2013 | The CW     |
|           | 10        | 24                | 21 de março de 2014    | 21 de novembro de 2014 | The CW     |
|           | 11        | 24                | 2015                   | 2015                   | The CW     |

## Prêmios e indicações
Ganhou:
- 2003: Emmy Award para Melhor Performance Individual em um Programa de Variedades ou musical por Wayne Brady

Nomeado:
- 2001: Emmy Award para "Melhor Performance Individual em um Programa de Variedades ou Musical 'por Wayne Brady
- 2002: Emmy Award para "Melhor Performance Individual em um Programa de Variedades ou Musical 'por Wayne Brady
- 2002: Emmy Award para "Melhor Performance Individual em um Programa de Variedades ou Musical 'para Ryan Stiles